# Singer 11 Airstream
Der Singer 11 Airstream ist ein Mittelklassewagen, den Singer von 1934 bis 1936 als Ergänzung zum ebenfalls ab 1934 hergestellten Singer 11 baute.
Der Wagen hatte einen Vierzylinder-Reihenmotor mit 1584 cm³ Hubraum (Bohrung × Hub = 68 mm × 105 mm). Damit war die Bohrung um 1,5 mm größer als die des Singer-11-Motors.
Die Limousine hatte eine viertürige Stromlinienkarosserie, ähnlich der des zeitgenössischen Chrysler Airflow. Ihr Radstand war um 127 mm kürzer als der des 11 und auch die Spur war um 51 mm schmäler. Im Unterschied zum „normalen“ 11 hatte der Airstream vorne Einzelradaufhängung und nur hinten eine an halbelliptischen Längsblattfedern aufgehängte Starrachse.
1936 wurde die Stromlinienvariante des Modells 11 ohne Nachfolger eingestellt.